# RHOV
RHOV (англ. Ras homolog family member V) – білок, який кодується однойменним геном, розташованим у людей на 15-й хромосомі. Довжина поліпептидного ланцюга білка становить 236 амінокислот, а молекулярна маса — 26 217.
| 10         |  | 20         |  | 30         |  | 40         |  | 50         |
| ---------- |  | ---------- |  | ---------- |  | ---------- |  | ---------- |
| MPPRELSEAE |  | PPPLRAPTPP |  | PRRRSAPPEL |  | GIKCVLVGDG |  | AVGKSSLIVS |
| YTCNGYPARY |  | RPTALDTFSV |  | QVLVDGAPVR |  | IELWDTAGQE |  | DFDRLRSLCY |
| PDTDVFLACF |  | SVVQPSSFQN |  | ITEKWLPEIR |  | THNPQAPVLL |  | VGTQADLRDD |
| VNVLIQLDQG |  | GREGPVPQPQ |  | AQGLAEKIRA |  | CCYLECSALT |  | QKNLKEVFDS |
| AILSAIEHKA |  | RLEKKLNAKG |  | VRTLSRCRWK |  | KFFCFV     |  |            |

A: Аланін

C: Цистеїн

D: Аспарагінова кислота

E: Глутамінова кислота

F: Фенілаланін

G: Гліцин

H: Гістидин

I: Ізолейцин

K: Лізин

L: Лейцин

M: Метіонін

N: Аспарагін

P: Пролін

Q: Глутамін

R: Аргінін

S: Серин

T: Треонін

V: Валін

W: Триптофан

Кодований геном білок за функціями належить до фосфопротеїнів, ліпопротеїнів. 
Білок має сайт для зв'язування з нуклеотидами, іонами металів, ГТФ, іоном магнію. 
Локалізований у клітинній мембрані, мембрані, ендосомах.